# Polystachya foliosa
Polystachya foliosa là một loài thực vật có hoa trong họ Lan. Loài này được (Hook.) Rchb.f. miêu tả khoa học đầu tiên năm 1863.